# ZALA Aero Group
ZALA Aero Group (también llamado A-Level Aerosystems) es una empresa rusa especializada en el desarrollo de vehículos aéreos no tripulados (UAV), ubicada en Izhevsk, Rusia. ZALA Aero ha proporcionado sistemas UAV para varios sectores del gobierno ruso, incluido el Ministerio de Defensa, y también ha obtenido contratos para suministrar UAV a países extranjeros.

## Empresa
La empresa es una subsidiaria de Kalashnikov Concern

## Productos
- El ZALA 421-06 es un helicóptero no tripulado.
- El ZALA 421-08 y el ZALA 421-12 son UAV convencionales.
- El ZALA 421-16E5G es un avión no tripulado equipado con un motor híbrido que combina un motor eléctrico y un motor de combustión interna.
- El ZALA 421-24 es el primer cuadricóptero de Rusia, que es invulnerable a los sistemas de guerra electrónica.[2][3]
- El ZALA Kub-BLA es un UAV militar que puede merodear sobre un área de combate durante un período prolongado y identifica objetivos utilizando inteligencia artificial. Tiene una envergadura de 1,2 m (1,3 yd). Se dispara desde un lanzador portátil. Su velocidad máxima es de 130 km/h (80,8 mph), que puede mantener durante 30 minutos. Choca contra su objetivo y detona un explosivo de 3 kg (6,6 lb).[4] El complejo con munición merodeadora "KUB-BLA" ha superado con éxito las pruebas estatales y está recomendado para su adopción por el ejército ruso a fines de 2021.[5]
- El ZALA Lancet es un desarrollo posterior del KUB-BLA. Consta de dos versiones: El Lancet-3 más grande y el Lancet-1 más pequeño.

## Historia
ZALA Aero fue fundada en 2003 por Aleksandr Zakharov. Su primera producción UAV fue para el Ministerio del Interior ruso en 2006. Además de proporcionar aviones para fines militares y de defensa, la empresa comercializa sus productos en el sector de la energía y ha contratado a Gazprom para proporcionar vehículos aéreos no tripulados para supervisar más de 2000 km de la red de tuberías de la empresa. ZALA Aero ha trabajado con la división Space Systems de Gazprom para usar UAV para transmitir videos en tiempo real a través de canales satélite. En 2008, el ZALA 421-06 y el ZALA 421-08 completaron el vuelo de prueba y entraron en servicio operativo. La aeronave se probó a bordo de un rompehielos, participando en el reconocimiento para ayudar al trabajo del barco. A partir de 2021, ZALA 421-08 es utilizado por científicos en la Antártida {{Cite<ref. web|url=https://tass.com/defense/1278623%7Ctitle = ZALA de Rusia, los últimos drones probados en condiciones antárticas extremas}}</ref> En 2009, ZALA Aero llegó a un acuerdo con el Ministerio de Turkmenistán del Interior para abastecer al país del ZALA 421-12 sistema UAV. 
A partir de 2019, Rusia operaba más de mil drones ZALA. En 2019, ZALA Aero desarrolló un sistema de detección transportado por vehículos aéreos no tripulados (UAV) que emplea tecnología de inteligencia artificial (IA) para reconocer objetos. En 2021, ZALA Aero lanzó a la producción en serie el ZALA 421-16E5G y desarrolló el ZALA 421-24. En noviembre de 2021, “ZALA Aero Group” firmó un contrato con la panameña “UAV Latam” para el suministro de siete sistemas UAV en 2022-23 en ocho mercados locales de “UAV Latam”. La empresa ayudará con la construcción de un centro de formación de vehículos aéreos no tripulados, así como con la preparación de operaciones locales y otros especialistas técnicos.
El UAV KUB-BLA se demostró en 2019. En marzo de 2022, se informó que fue desplegado en la Guerra ruso-ucraniana.